# 秦始皇帝陵铜车马博物馆
秦始皇帝陵铜车马博物馆是位於中華人民共和國陝西省西安市秦始皇陵西南角的一個博物館，於2021年5月18日試運營。博物馆內的展品有铜车马。博物館為地下建筑，总建筑面积约为八千平方米。